# 중앙동 (순천시)
중앙동(中央洞)은 대한민국 전라남도 순천시의 동이다.

## 개요
중앙동은 본래 순천군 소안면 지역으로서 1914년 일제의 행정구역 폐합에 따라 소안면의 동내리와 동외리 일부를 병합 대수정이라하고, 소안면의 남내리와 동외리 일부를 병합 본정, 소안면의 동외리, 우명리 각 일부를 병합 동외리라 하여 각각 순천면에 편입되었다. 1931년 11월 1일 대수정, 본정, 동외리는 순천읍에 속했으며, 1949년 8월 15일 지방자치제 시행에 따라 순천부가 순천시로 바뀌고 동제 실시에 따라 중앙동, 남내동, 동외동으로 운영하다가 1964년 1월 7일 순천시의 33개동을 16개 행정운영동으로 조정하면서 중앙동이라 하여 현재에 이르고 있다.

## 법정동
- 중앙동(中央洞)
- 남내동(南內洞)
- 동외동(東外洞)

## 교육
- 성동초등학교